# Cenibra

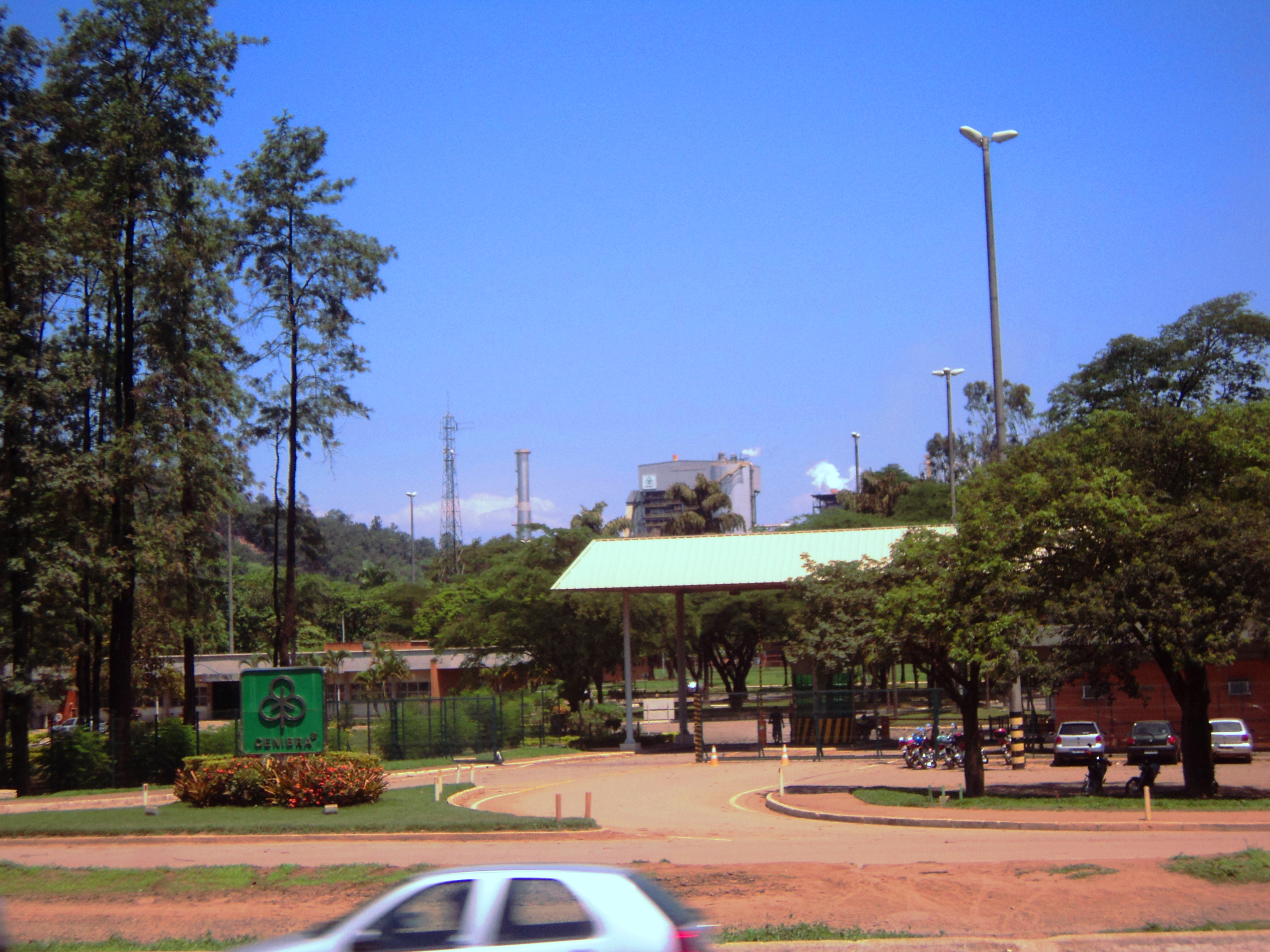
Entrada da Cenibra em Belo Oriente

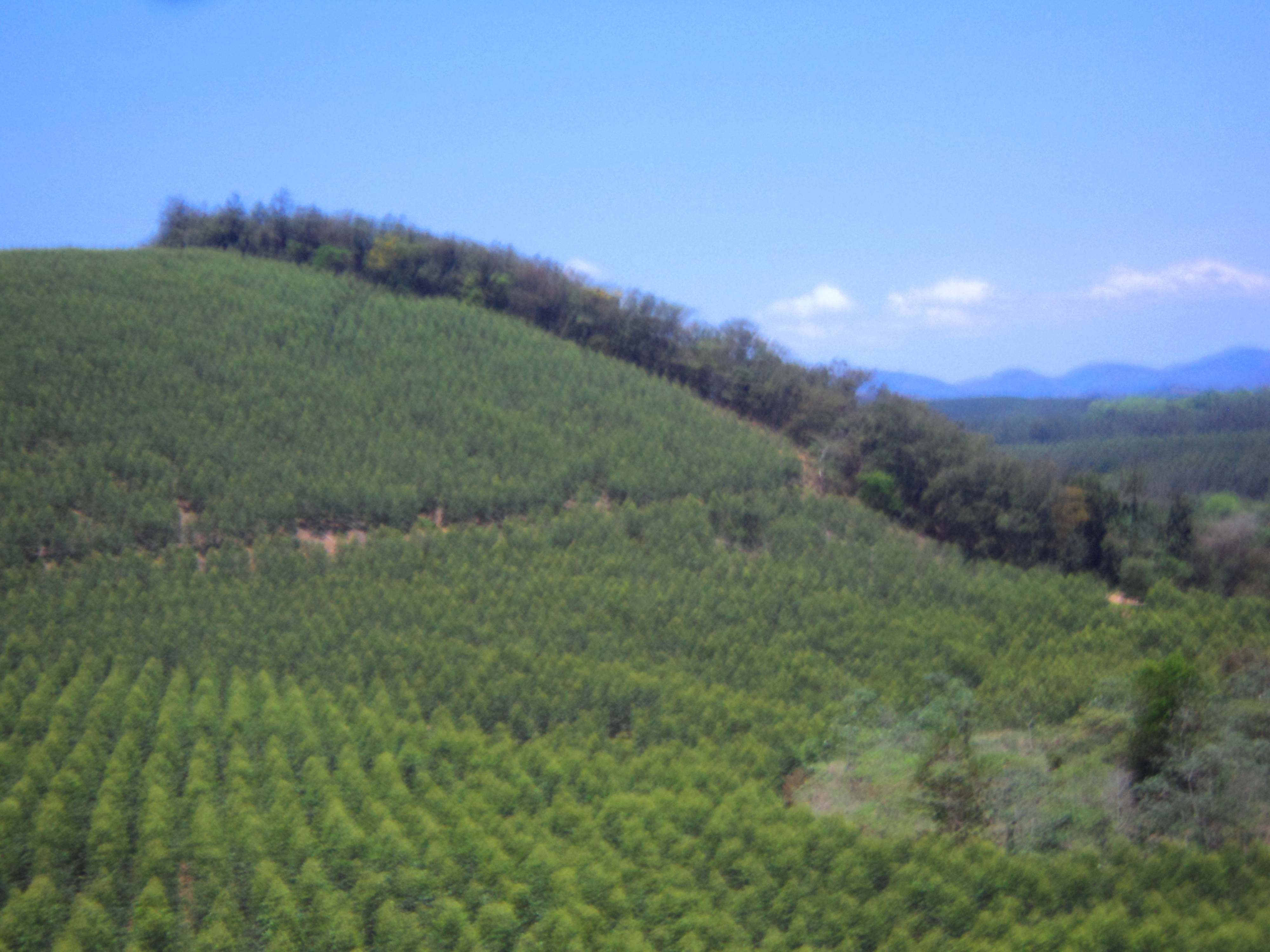
Plantação de eucalipto da Cenibra em Belo Oriente

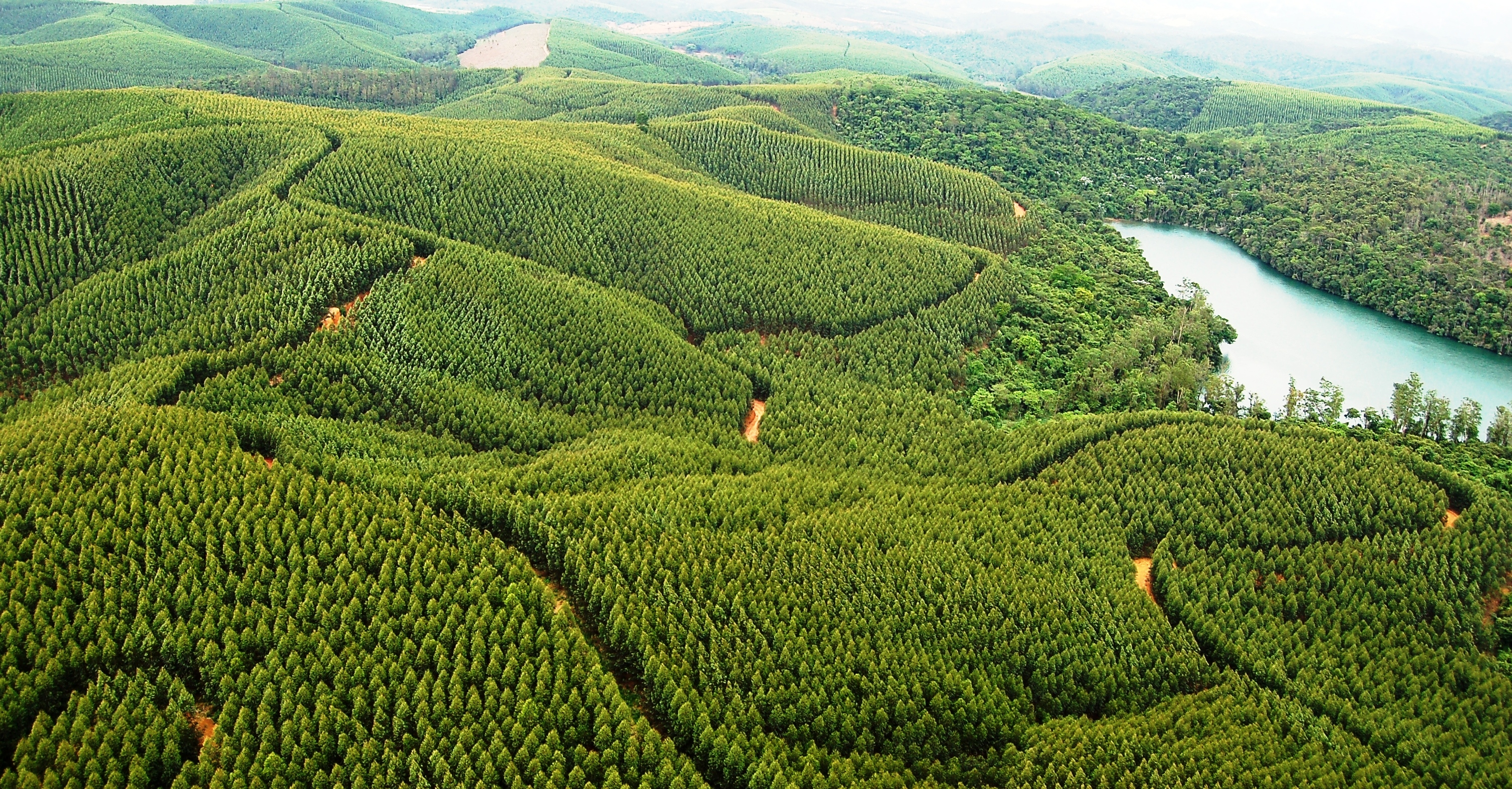
Plantio de eucalipto na região de Ipaba

A Celulose Nipo-Brasileira S/A, mais conhecida como Cenibra, é uma indústria produtora de celulose branqueada de fibra curta de eucalipto situada no município brasileiro de Belo Oriente, no interior do estado de Minas Gerais.
A Cenibra foi fundada no dia 13 de setembro de 1973. Ela foi formada da união da Companhia Vale do Rio Doce (atual Vale) Japan Brazil Paper and Pulp Resources Development CO (JBP). Em julho de 2001, com a decisão da CVRD de se desfazer de sua participação em empresas de base florestal, a JBP passou a ser detentora do controle acionário total da CENIBRA. A JBP é um grupo de empresas japonesas, de larga experiência no relacionamento com o Brasil. A Cenibra possui terras em 54 municípios de Minas Gerais. A Empresa maneja uma área de 254 mil hectares, sendo 52% de plantio de eucalipto; 41% de área de Preservação Permanente, Reserva Legal e Floresta Nativa; e o restante em áreas destinadas para infraestrutura e outros.
A produção anual é de aproximadamente 1,2 milhão de toneladas de celulose. Deste total, mais de 90% é direcionado ao mercado externo, atendendo principalmente o Japão, Estados Unidos e países da Europa, América Latina e Ásia.

## Certificações
ISO 9001 / ISO 14001 / ISO IEC 17025 / CERFLOR / PEFC / FSC
*Reintrodução de Aves Silvestres Ameaçadas de Extinção: o Projeto Mutum
O Projeto é realizado pela Cenibra desde 1990, na  Reserva Particular do Patrimônio Natural (RPPN) Fazenda Macedônia (Ipaba-MG), por meio de um acordo de cooperação técnica e científica entre a empresa e a Sociedade de Pesquisa do Manejo e da Reprodução da Fauna Silvestre (Crax), uma entidade não governamental sediada em Contagem (MG). A iniciativa possibilitou a soltura de espécies mutum-do-sudeste (Crax blumembachii), macuco (Tinamus solitarius), capoeira (Odontophorus capueira), jaó (Crypturellus n. noctivagus), inhambuaçú (Crypturellus obsoletus), jacuaçú (Penelope obscura bronzina) e jacutinga (Aburria jacutinga). As espécies reintroduzidas são monitoradas na área de soltura e arredores, de modo a coletar dados de adaptação, dispersão, reprodução, predação e quantificação de indivíduos.
Localizada na margem direita do rio Doce, no município de Ipaba, região leste de Minas Gerais, a RPPN Fazenda Macedônia tem uma área total aproximada de três mil hectares, dos quais cerca de 50% estão cobertos com vegetação nativa. A área de florestas nativas da Fazenda Macedônia é um dos principais remanescentes de Mata Atlântica no estado, e 560 hectares são reconhecidos pelo Ibama como Reserva Particular do Patrimônio Natural (RPPN), por meio da Portaria nº 111, de 14 de outubro de 1994.

## Preservação
A empresa preserva uma área de mais de 103 mil hectares de mata nativa, tendo identificado e protegido 4500 nascentes. Até o momento, 371 espécies de aves e 41 de mamíferos de médio e grande porte foram identificadas nas áreas da Cenibra. Desses totais, 25 espécies de aves e 12 de mamíferos constam em listas oficiais de espécies ameaçadas de extinção.

## Investimento social
O investimento social corporativo da Cenibra integra o plano de negócios da empresa de forma determinante, para garantir o desenvolvimento sustentável. O Instituto Cenibra, braço social da empresa, possui 50 projetos socioambientais, que contemplam as áreas de educação, meio ambiente, inclusão digital, geração de trabalho e renda, resgate cultural, esporte e cidadania.